# Silvisaurus
Silvisaurus ist eine Gattung der Vogelbeckensaurier aus der Gruppe der Ankylosauria. Sie gehörte zu den Nodosauridae und lebte in der frühen Oberkreide in Nordamerika.

## Merkmale
Silvisaurus war ein eher kleinerer Nodosauridae, sein Schädel war rund 33 Zentimeter lang, die Gesamtlänge des Tieres wird auf rund 4 Meter geschätzt. Wie alle Ankylosaurier war er ein quadrupeder (sich auf allen vier Beinen) fortbewegender Dinosaurier, dessen Rumpf von einer Panzerung aus Knochenplatten (Osteodermen) bedeckt war. Diese Knochenplatten bestanden aus kleinen, rundlichen Scheiben, zusätzlich waren auch noch knöcherne Stacheln vorhanden, deren genaue Anordnung nicht bekannt ist. Vermutlich waren sie seitlich an der Schulterregion, vielleicht auch am Rumpf und am Schwanz angebracht. Der Schwanz war vergleichsweise flach und breit, wie bei allen Nodosauridae war keine Schwanzkeule vorhanden.
Der Schädel von Silvisaurus zeigt einige urtümliche Merkmale. Der knöcherne Gaumen war nur schwach entwickelt, und am Praemaxillare (dem vordersten Teil des Oberkiefers) befanden sich acht oder neun Zähne – bei den höher entwickelten Nodosauridae war dieser Knochen zahnlos. Die Oberseite des Kopfes war ebenfalls von kleinen Knochenplatten bedeckt. Die Zähne waren wie bei allen Ankylosauria klein und blattförmig und an eine pflanzliche Ernährung angepasst.

## Entdeckung und Benennung
Fossile Überreste von Silvisaurus wurden in der Dakota-Formation im US-Bundesstaat Kansas gefunden und 1960 erstbeschrieben. Der Name bedeutet „Waldechse“ (aus latein silva (=„Wald“) und griechisch sauros (=„Echse“)); Typusart und einzig bekannte Art ist S. condrayi. Die Funde werden in die frühe Oberkreide (Cenomanium) auf ein Alter von 100 bis 94 Millionen Jahre datiert.

## Systematik
Silvisaurus wird innerhalb der Ankylosauria zu den basalen Vertretern der Nodosauridae gerechnet und ist wahrscheinlich nahe mit Sauropelta und Pawpawsaurus verwandt.